# Spinacopia
Spinacopia is een geslacht van kreeftachtigen uit de klasse van de Ostracoda (mosselkreeftjes).

## Soorten
- Spinacopia antarctica Kornicker, 1970
- Spinacopia bisetula Kornicker, 1969
- Spinacopia crux Kornicker, 1995
- Spinacopia illex Kornicker, 1995
- Spinacopia mastix Kornicker, 1975
- Spinacopia menziesi Kornicker, 1969
- Spinacopia ningalooi Karanovic, 2012
- Spinacopia octo Kornicker, 1970
- Spinacopia rex Kornicker, 1995
- Spinacopia sandersi Kornicker, 1969
- Spinacopia sandix Kornicker, 1995
- Spinacopia syrinx Kornicker, 1995
- Spinacopia torus Kornicker, 1970
- Spinacopia trox Kornicker, 1995
- Spinacopia variabilis Kornicker, 1969